# 167
Năm 167 là một năm trong lịch Julius. 